# كلود خوري
كلود خوري
هو شقيق الأكبر للفنان مروان خوري وقد اخرج العديد من الكلبيات العربية و نخص بالذكر كليبات الفنان مروان خوري . [بحاجة لمصدر]

## وصلات داخلية
- روتانا موسيقي
- لبنان